# Jill Barnett
Jill Barnett es una escritora estadounidense. Sus libros han aparecido en las listas de best-sellers del New York Times de novelas románticas y de ficción para mujeres.

## Carrera
En 1988 Jill Barnett vendió su primera novela, The Heart's Haven, a Pocket Books. Fue publicada dos años después y pasó tres semanas en la lista de best-sellers. Continuó escribiendo para Pocket durante veinte años. Sus primeras novelas fueron romances históricos, ambientados en diversos tiempos y lugares, desde la Inglaterra medieval hasta la América del siglo XIX. A diferencia de muchas novelas románticas, Barnett a menudo incluye puntos de vista únicos; una de sus novelas fue escrita desde la perspectiva de la heroína y la hija de siete años del héroe, omitiendo la perspectiva del héroe.
Barnett ha escrito más de diecisiete novelas y cuentos. Sus novelas se han publicado en veintiún idiomas, y hay más de siete millones de copias impresas de sus libros. Recibió el Premio Waldenbook, varios premios Romantic Times y sus libros han aparecido en listas de éxitos de publicaciones como USA Today, The Washington Post, Publishers Weekly y The New York Times.

## Obra

### Novelas
- The Heart's Haven (1990)
- Surrender a Dream (1991)
- Just a Kiss Away (1991)
- Bewitching (1994)
- Dreaming (1994)
- Imagine (1995)
- Carried Away (1996)
- Wonderful (1997)
- Wild (1998)
- Wicked (1999)